# Istituto di Ricerche Internazionali Archivio Disarmo
L'Istituto di Ricerche Internazionali Archivio Disarmo - IRIAD è un'associazione di promozione sociale con sede a Roma. L'Istituto promuove la ricerca scientifica in merito ai temi del disarmo, della sicurezza, dell'inter-cultura e della risoluzione non-violenta dei conflitti.

## Storia
L'IRIAD è stato fondato a Roma nel 1982, su iniziativa del Senatore Luigi Anderlini e di un gruppo di cittadini attivi nel sociale. L'obiettivo era quello di fondare un centro di documentazione, informazione e formazione indipendente sui temi della pace e della sicurezza. La prima sede dell'Istituto fu in via di Torre Argentina, dove venne costituito un fondo librario, poi evolutosi in una vera e propria Biblioteca che oggi ha raggiunto i 10.000 volumi e fa parte della federazione Biblioteche del Comune di Roma. Nel 1986 l'Archivio Disarmo ha istituito il premio giornalistico Colombe d'oro per la Pace, il cui intento è rendere merito ai giornalisti e professionisti attivi sui temi della pace, dei diritti umani e della gestione non-violenta dei conflitti. 

## Attività di ricerca e formazione
L'area di ricerca dell'IRIAD si articola in due divisioni: una divisione geopolitica e una divisione sociologica. Con le rispettive metodologie vengono effettuate ricerche su:
- Controllo degli armamenti, disarmo e riconversione
- Gestione non violenta dei macro e micro-conflitti
- Processi di pace in ambito internazionale e interno, prevenzione e gestione dei conflitti, sicurezza
- Cooperazione internazionale
- Diritti umani
- Relazioni interetniche, interculturali, interreligiose.

Tra le ricerche in corso si segnalano quelle sulle applicazioni militari dei droni,  e sul mercato illecito delle armi piccole e leggere nel Mediterraneo.  
Dal 1982 al 2018 l'IRIAD ha pubblicato il periodico Sistema Informativo a Schede (SIS) che nel gennaio 2018 si è trasformato in una nuova rivista online, IRIAD Review (ISSN 2611-3953).   
Nell’ambito della formazione diretta a studenti e insegnanti delle scuole di ogni grado, Archivio Disarmo organizza corsi sulla gestione nonviolenta dei conflitti e la Scuola estiva di educazione alla pace con aule composte da studenti e professori. Sulla base di accordi con università pubbliche e private, italiane ed estere, sono organizzati stage e tirocini presso la sede dell’Archivio Disarmo che è anche riconosciuto come ente per la prestazione del Servizio civile universale.   

## Riconoscimenti
Nel 1988 le Nazioni Unite hanno conferito all'Archivio Disarmo il titolo di "Messaggero di Pace". Nel 1998, l'Archivio ha ottenuto il riconoscimento giuridico dal Ministero degli Affari Esteri. L'IRIAD è inoltre iscritto al registro delle Associazioni di promozione sociale della Regione Lazio ed è riconosciuto quale Istituto Culturale della medesima Regione. È inoltre ente accreditato dal Ministero dell’Istruzione, dell’Università e della Ricerca per la formazione del personale scolastico.  

## Partnership nazionali e internazionali
L'IRIAD collabora con enti, centri di ricerca, università, organizzazioni non governative per il disarmo in Italia e all'estero, tra cui si segnalano:
- Amnesty International
- Caritas Italiana
- Comunità di Sant'Egidio
- Emergency
- Medici Senza Frontiere
- Stockholm Institute for Peace and Research (SIPRI)
- Università degli Studi di Roma La Sapienza
- Università degli Studi di Roma Tre
- Pax Christi International

Partecipa inoltre ai seguenti network e campagne nazionali e internazionali:
- Campaign to Stop Killer Robots
- EU Non-Proliferation Consortium
- International Campaign to Abolish Nuclear Weapons (ICAN)
- International Network on Explosive Weapons (INEW)
- Rete Italiana per il Disarmo
- Rete della Pace
- Tavola Saltamuri. Educazione sconfinata per l'infanzia, i diritti, l'umanità